# Rio Jordão (vattendrag i Brasilien, Paraná, lat -25,77, long -52,12)
Rio Jordão är ett vattendrag i Brasilien.   Det ligger i delstaten Paraná, i den södra delen av landet, 1 200 km söder om huvudstaden Brasília.
Trakten runt Rio Jordão består till största delen av jordbruksmark. Runt Rio Jordão är det glesbefolkat, med 8 invånare per kvadratkilometer.